# Mart Stam
Martinus Adrianus Stam, conocido como Mart Stam, (5 de agosto de 1899, Purmerend - 21 de febrero de 1986, Zúrich) fue un arquitecto, urbanista y diseñador neerlandés.

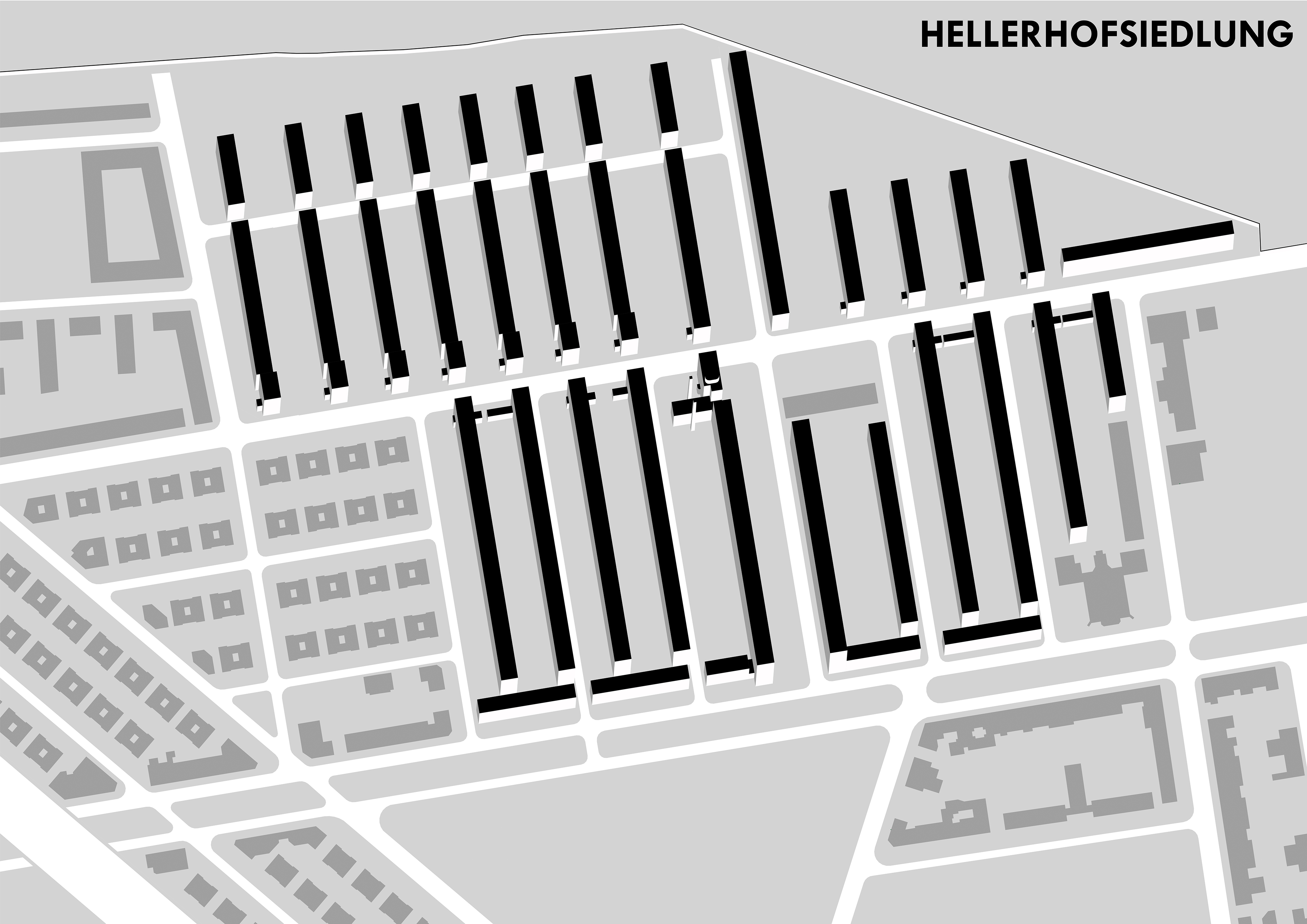
Hellerhofsiedlung 1931

## Biografía
Stam estaba muy bien relacionado y su carrera coincide con momentos importantes de la arquitectura europea del siglo XX. Colabora entre otros con: Van der Mey, Hans Poelzig, Bruno Taut, W. Moser y A. Itten. Edita la revista ABC en Zúrich, desde 1924 a 1928, con Hans Schmidt, Hannes Meyer, el Lissitsky y Roth. Preside el grupo Opbouw en Róterdam entre 1926 y 1927. En 1928 participa en los CIAM como miembro fundador. Enseña planeamiento urbano entre 1928 y 1929 en la Bauhaus dirigida por Meyer. Entre 1930 y 1934, como muchos otros arquitectos del grupo ABC, se va a la URSS donde trabaja en desarrollos urbanísticos con Ernst May.
Luego vuelve a Ámsterdam donde se asocia con Lotte Beese, con la que se casa en 1934, y W. Van Tijen. Edita la revista "Open Oog" en 1946 con Gerrit Rietveld y otros. Entre 1948 y 1950 ejerce como director de la Academia de Bellas Artes de Dresde. En 1966 cierra su estudio en Ámsterdam y parte hacia Suiza.

## Obras principales
- Proyecto de edificio en hormigón armado y vidrio en Konigsberg. Concurso. 1923
- Fábrica Van Nelle. Róterdam ( colabora con J.A. Brinkman y L.C. Van der Vlugt). 1929-30
- Propuesta para el Rokin de Ámsterdam. 1927
- Propuesta para el Hofplein de Róterdam. 1927-28